# Kaharlyk
Kaharlyk (ukrainisch Кагарлик; russisch Кагарлык Kagarlyk) ist eine Stadt im Süden der ukrainischen Oblast Kiew mit 13.700 Einwohnern (2017), sie war bis Juli 2020 der Verwaltungssitz des Rajons Kaharlyk.

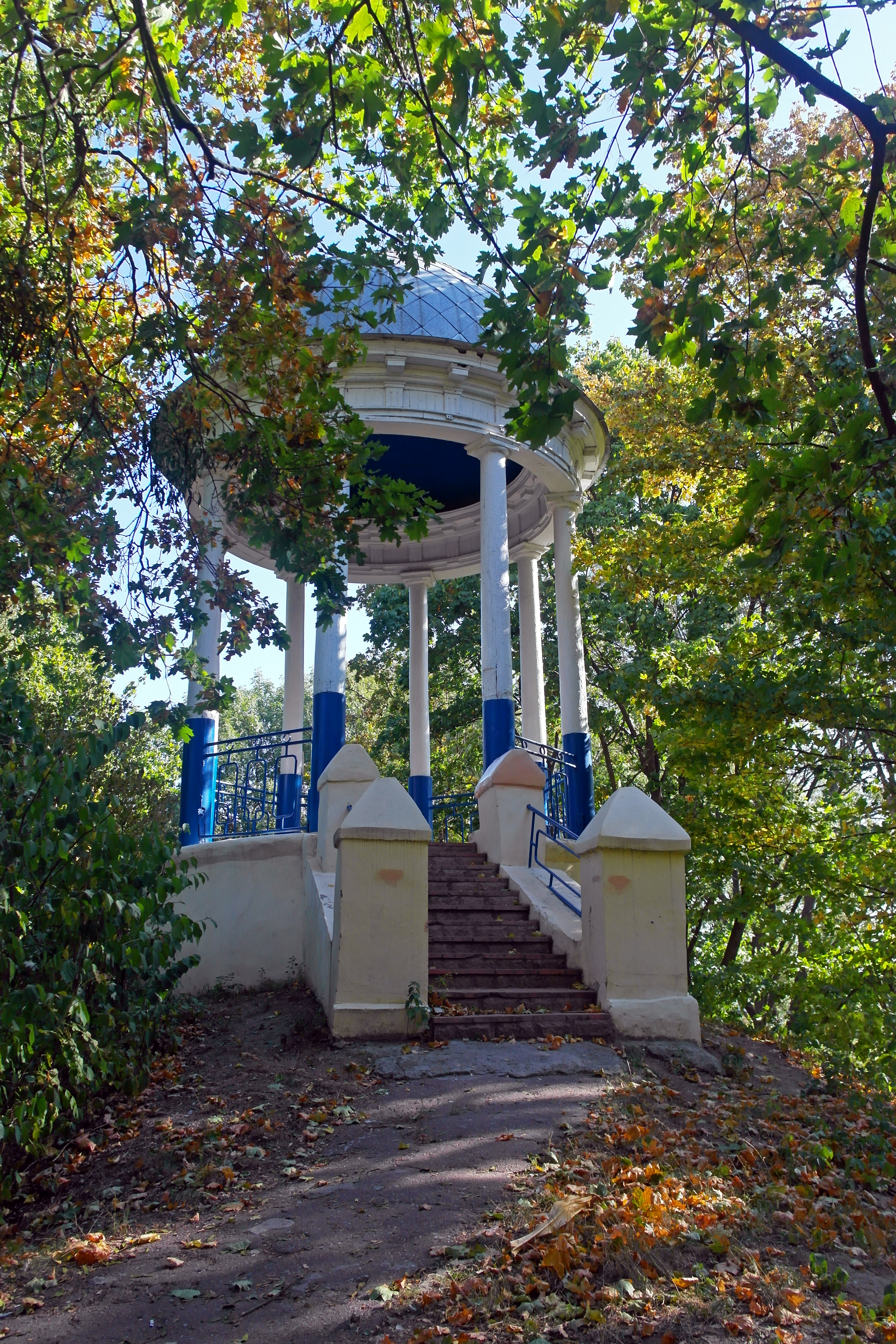
Denkmal der Landschaftskunst im Kaharlyk-Park

In der Stadt gibt es einen 38,5 Hektar großen Park, in dem sich ein Denkmal der Landschaftskunst aus dem 19. Jahrhundert befindet.

## Geografie
Die Stadt liegt am Ufer der Rossawa (Росава), einem 90 km langen, linken Nebenfluss des Ros, 78 km südlich der Landeshauptstadt Kiew.
In der Stadt kreuzt sich die Fernstraße N 01 und die Regionalstraße P–32. Die Territorialstraße T–10–29 führt aus der Stadt Richtung Süden nach Bohuslaw. Kaharlyk besitzt einen Bahnhof an der Bahnstrecke zwischen Kiew und Korsun-Schewtschenkiwskyj.

## Geschichte
Die Ortschaft wurde 1142 erstmals unter dem Namen Gorodets schriftlich erwähnt. Während der Mongolischen Invasion der Rus wurde die Ortschaft zerstört und im 14. Jahrhundert erneut besiedelt. Während des Deutsch-Sowjetischen Krieges war die Stadt vom 3. August 1941 bis zum 7. Januar 1944 von Truppen der Wehrmacht besetzt. 1956 wurde Kaharlyk eine Siedlung städtischen Typs und am 3. August 1971 erhielt die Ortschaft den Status einer Stadt.
Am 30. Juni 1908 fiel bei der Ortschaft der Meteorit Kagarlyk. Da dies nur einige Stunden nach dem Tunguska-Ereignis geschah, wird, wegen des ansonsten unwahrscheinlichen zeitlichen Aufeinandertreffen, ein Zusammenhang vermutet.

## Verwaltungsgliederung
Am 12. Juni 2020 wurde die Stadt zum Zentrum der neugegründeten Stadtgemeinde Kaharlyk (Кагарлицька міська громада/Kaharlyzka miska hromada). Zu dieser zählen die 35 in der untenstehenden Tabelle aufgelisteten Dörfer, bis dahin bildete sie die gleichnamige Stadtratsgemeinde Kaharlyk (Кагарлицька міська рада/Kaharlyzka miska rada) im Zentrum des Rajons Kaharlyk.
Am 17. Juli 2020 kam es im Zuge einer großen Rajonsreform zum Anschluss des Rajonsgebietes an den Rajon Obuchiw.
Folgende Orte sind neben dem Hauptort Kaharlyk Teil der Gemeinde:
| Name                             | Name                     | Name                                                 |
| ukrainisch transkribiert         | ukrainisch               | russisch                                             |
| -------------------------------- | ------------------------ | ---------------------------------------------------- |
| Antoniwka                        | Антонівка                | Антоновка (Antonowka)                                |
| Bendjuhiwka                      | Бендюгівка               | Бендюговка (Bendjugowka)                             |
| Burty                            | Бурти                    | Бурты                                                |
| Chaltscha                        | Халча                    | Халча                                                |
| Demiwschtschyna                  | Демівщина                | Демовщина (Demowschtschina)                          |
| Horochiwske (bis 2016 Petriwske) | Горохівське (Петрівське) | Гороховское (Gorochowskoje)/Петровское (Petrowskoje) |
| Horochowe                        | Горохове                 | Гороховое (Gorochowoje)                              |
| Horochuwatka                     | Горохуватка              | Гороховатка (Gorochowatka)                           |
| Iwaniwka                         | Іванівка                 | Ивановка (Iwanowka)                                  |
| Kadomka                          | Кадомка                  | Кадомка                                              |
| Kalyniwka                        | Калинівка                | Калиновка (Kalinowka)                                |
| Leoniwka                         | Леонівка                 | Леоновка (Leonowka)                                  |
| Lischtschynka                    | Ліщинка                  | Лещинка (Leschtschinka)                              |
| Lypowez                          | Липовець                 | Липовец (Lipowez)                                    |
| Myriwka                          | Мирівка                  | Мировка (Mirowka)                                    |
| Nowosilky                        | Новосілки                | Новосёлки (Nowosjolki)                               |
| Orichowe                         | Оріхове                  | Орехово (Orechowo)                                   |
| Otscheretjane                    | Очеретяне                | Очеретяное (Otscheretjanoje)                         |
| Peresselennja                    | Переселення              | Переселение (Peresselenije)                          |
| Rassawka                         | Расавка                  | Расавка                                              |
| Rassawka                         | Расавка                  | Расавка                                              |
| Schpendiwka                      | Шпендівка                | Шпендовка (Schpendowka)                              |
| Schubiwka                        | Шубівка                  | Шубовка (Schubowka)                                  |
| Selenyj Jar                      | Зелений Яр               | Зелёный Яр (Seljony Jar)                             |
| Semljanka                        | Землянка                 | Землянка                                             |
| Sikratschi                       | Зікрачі                  | Зикрачи                                              |
| Sloboda                          | Слобода                  | Слобода                                              |
| Soriwka                          | Зорівка                  | Зоревка (Sorewka)                                    |
| Stawy                            | Стави                    | Ставы                                                |
| Suschtschany                     | Сущани                   | Сущаны                                               |
| Tarassiwka                       | Тарасівка                | Тарасовка (Tarassowka)                               |
| Terniwka                         | Тернівка                 | Терновка (Ternowka)                                  |
| Tschernjachiw                    | Черняхів                 | Черняхов (Tschernjachow)                             |
| Woroniwka                        | Воронівка                | Вороновка (Woronowka)                                |
| Wysselkowe                       | Виселкове                | Выселковое (Wysselkowoje)                            |

## Bevölkerungsentwicklung
Quelle:

## Söhne und Töchter der Stadt
- Panas Ljubtschenko (1897–1937), Revolutionär und Staatsmann
- Jewhen Besnisko (Євген Іванович Безніско; 1937–2015), ukrainischer Künstler und Taras-Schewtschenko-Preisträger
- Jewhen Archypenko (Євген Порфирович Архипенко; 1884–1959), ukrainischer Politiker Agronom und Imker